# 石鎚山站
石鎚山站（日语：／ Ishizuchiyama eki */?）是位在日本愛媛縣西條市、隸屬於四國旅客鐵道（JR四國）的鐵路車站。車站編號為Y32。顧名思義，是取以日本七大靈山之一的石鎚山而命名。而行走予讚線高松站至松山站、宇和島站之間的特急列車「石鎚」亦是因此而名。
本站是通往石鎚神社本社最便捷的方法，但如果要前往神社中宮（成就社）、頂上社等位處山腰或山頂的部份，則須改至伊予西條站下車，再轉乘坐巴士及石鎚登山索道前往。另外，本站雖然位處西條市，但車站管理權卻是歸新居濱站。

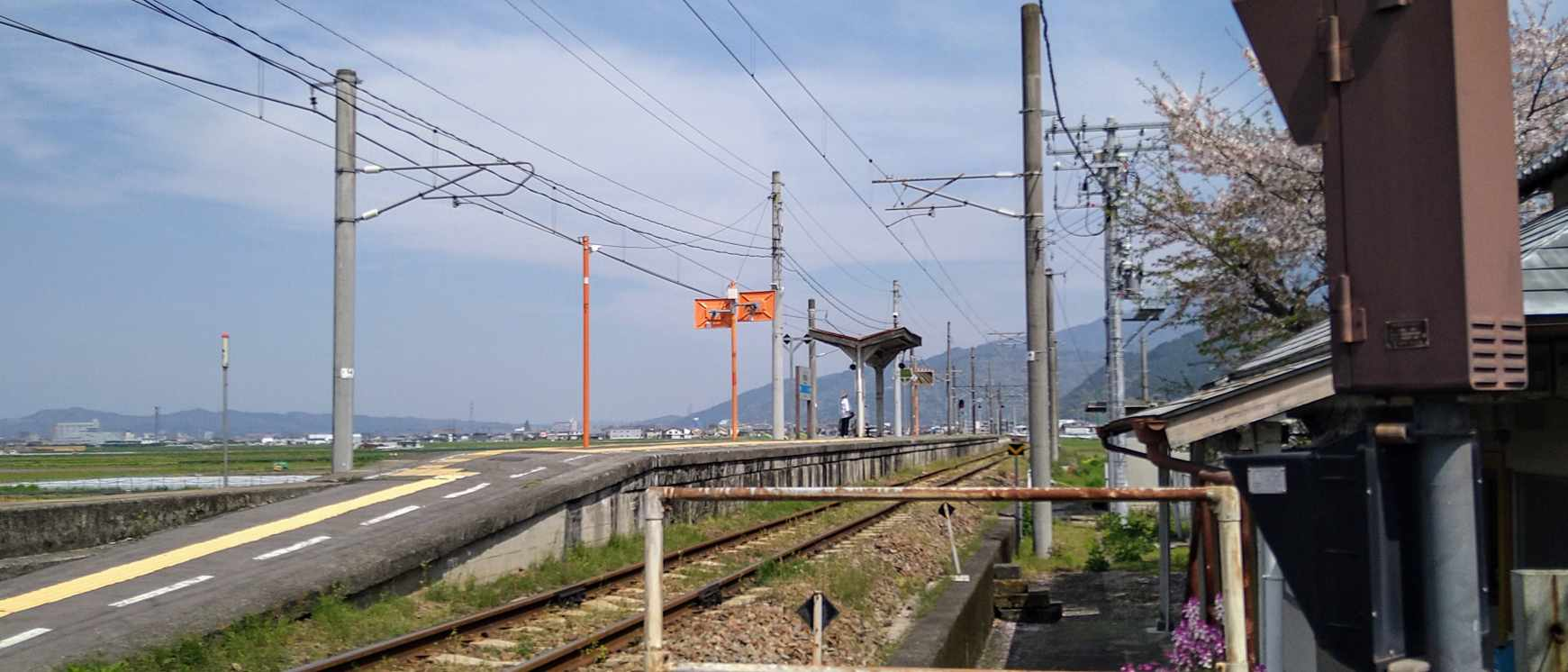
月台（2024年4月）

## 車站結構
設有木製單層站舍1座，為小型站舍規模。只設有候車大堂及已改為儲物室的舊站務室。通過無人閘口後，要先上數級樓梯才可到達平交道，再橫過1號月台路軌才到達月台。車站採用簡易委託制，由站舍附近的「灘波江商店」負責代售車票。
設島式月台1個，提供1線2面的配置。1號月台為側線，2號月台為本線。除避車外，不論是特急通過還是普通靠站均會使用2號月台。月台寬度甚窄，因此只能在月台末端近出入口設置了一個細小的有蓋候車亭，並只放置1張橫板櫈。出入月台則依靠位於末端向伊予冰見站的半邊無障礙斜道及平交道。雖然未有特別提示，但當特急列車通過時應避免逗留在月台上。
月台的有效長度為6輛，但本站亦被用作特急列車交換的地方，當8輛編成的列車停靠時，首尾2節車箱均會離開月台範圍，最近伊予冰見方向的一節更會停在車用平交道上，7輛編成的列車，則只有朝向伊予西條站方向的1節車廂離開月台。

### 月台配置
| 月台 | 路線    | 方向 | 目的地                     |
| ---- | ------- | ---- | -------------------------- |
| 1・2 | ■予讚線 | 下行 | 今治、松山、伊予市方向     |
| 1・2 | ■予讚線 | 上行 | 新居濱、伊予三島、高松方向 |

## 歷史
- 1929年7月2日：開業。
- 1987年4月1日：日本國鐵分割民營化，車站經營權由JR四國繼承。

## 相鄰車站
四國旅客鐵道（JR四國）
■予讚線
伊予西條（Y31）－石鎚山（Y32）－伊予冰見（Y33）